# Liste des aires protégées du Tchad
Les aires protégées du Tchad sont composées de parcs nationaux, de réserves de faune, de forêts classées, de domaines de chasse ainsi qu'une « réserve de biosphère ».
Des aires protégées au titre de conventions internationales sont également présentes au Tchad, ce sont les sites du Patrimoine mondial et les sites Ramsar.

## Parcs nationaux
Le Tchad dispose de six parcs nationaux :
- Parc national de Sianka Minia, 2024 ;
- Parc National de Zah Soo, 2022 ;
- Parc national de Sena Oura, 2008 ;
- Parc national de Goz Beïda, 1968 ;
- Parc national de Manda, 1967 ;
- Parc national de Zakouma, 1963.

## Réserves de faune
Le Tchad possède six réserves de faune :
- Réserve de faune d’Aboutelfane ;
- Réserve de faune de Bahr Salamat ;
- Réserve de faune de Binder-Léré ;
- Réserve de faune de Fada Archei ;
- Réserve de faune de Mandelia ;
- Réserve de faune de Ouadi Rimé-Ouadi Achim.

## Réserve naturelle et culturelle
- Réserve naturelle et culturelle de l'Ennedi (RNCE), créée en 2019, gérée par MEPDD, African Parks Network[1].

## Forêts classées
Le Tchad dispose de dix forêts classées :
- Forêt Classée de  Siagon Yamodo ;
- Forêt classée de Timbéri ;
- Forêt classée de Dora Kagui ;
- Forêt classée de Yamba Bérthé ;
- Forêt classée de Djoli Kera ;
- Forêt classée de Haut Bragoho ;
- Forêt classée de Hélibongo ;
- Forêt classée de Bébo ;
- Forêt classée de Déli ;
- Forêt classée du Lac Woueye.

## Domaines de chasse
Le Tchad détient huit domaines de chasse :
- Domaine de chasse d’Algue du Lac ;
- Domaine de chasse de l’Aouk ;
- Domaine de chasse de Barh Erguig ;
- Domaine de chasse de Douguia ;
- Domaine de chasse de Kouloudia ;
- Domaine de chasse communautaire de Léré/Binder ;
- Domaine de chasse de Melfi ;
- Domaine de chasse d'Onoko.

## Réserve de biosphère
Le Tchad possède une réserve de biosphère mais non reconnue auprès de l'Unesco, la réserve de biosphère du Lac Fitri créée le 2 octobre 1989.

## Conventions internationales

### Sites Ramsar
La convention de Ramsar est entrée en vigueur au Tchad le 13 octobre 1990.
En janvier 2020, le pays compte six sites Ramsar, couvrant une superficie de 124 050,68 km2 (près de 10 % de la superficie du pays).
- Lac Fitri
- Partie tchadienne du lac Tchad
- Plaine de Massenya
- Plaines d'inondation des Bahr Aouk et Salamat
- Plaines d'inondation du Logone et les dépressions Toupouri
- Réserve de faune de Binder-Léré

### Patrimoine mondial de l'Unesco
En 2016, le Tchad compte deux sites inscrits au patrimoine mondial, un site naturel et un site mixte :
- Les lacs d'Ounianga
- Le Massif de l’Ennedi